# Борозна Максим Лаврентійович
Бороздна Максим Лаврентійович (нар. невід.— пом. 1722) — сотник Мглинської сотні Стародубського полку, вихованець Києво-Могилянської академії. Син Лаврентія Бороздни, сподвижника гетьмана Богдана Хмельницького та брат наказного полковника Стародубського полку І. Л. Бороздни.

## Біографія
Навчався у Києво-Могилянській академії, добре знав латинську та німецьку мови.
Дослідники припускають, що він співав при дворі царевича Олексія Петровича, перебував з ним у кордонних поїздках як гоффур'єр. Втративши з часом голос, він за протекцією Г. І. Головкіна, отримав чин мглинського сотника (1714–1722).
16 травня 1716 року одержав гетьманський універсал на село Лопазна та млин в селі Чешуйки «об одном поле на р. Судинце».
4 листопада 1717 року викупив у Тимофія Подлузького «млиновое займище, от шведской руины опустелое, лежачое за с. Лопазнею на р. Лопазенці нижей млина п. Алексея Есимонтовского с берегами покосными, и с пашнею край оного займища знайдуючогося».